# 藤沢市立明治小学校
藤沢市立明治小学校（ふじさわしりつ めいじしょうがっこう）は、神奈川県藤沢市城南三丁目にある公立小学校。

## 沿革
出典
- 1872年4月（明治5年旧暦3月） - 小笠原東陽が羽鳥に私塾「読書院」を開く
- 1873年（明治6年）4月 - 学制発布により羽鳥学校と改称
- 1887年（明治20年）4月 - 小学尋常羽鳥学校と改称
- 1892年（明治25年）4月 - 小学尋常辻堂学校と合併し尋常日進小学校と改称
- 1903年（明治36年）5月5日 - 明治村立尋常高等明治小学校創立
- 1908年（明治41年）4月1日 - 藤沢町立尋常高等小学校と改称
- 1923年（大正12年）4月1日 - 明治尋常高等小学校と改称
- 1928年（昭和3年）7月9日 - 新校舎が落成、移転する
- 1933年（昭和8年）9月1日 - 明治尋常小学校と改称
- 1937年（昭和12年）4月1日 - 明治第二尋常小学校と改称
- 1940年（昭和15年）10月1日 - 藤沢市立藤沢第二尋常小学校と改称
- 1941年（昭和16年）4月1日 - 藤沢市立第二国民学校と改称
- 1947年（昭和22年）4月1日 - 藤沢市立明治小学校と改称
- 1951年（昭和26年）3月 - 校歌制定
- 1969年（昭和44年）- 保護者によって大型遊具「杉の子山」を設置[2]
- 1972年（昭和47年）4月3日 - 羽鳥小開校のため、学区縮小、一部が羽鳥小へ分離
- 1974年（昭和49年）4月1日 - 特別指導学級を開設
- 1986年（昭和61年）2月3日 - 校内テレビ放送を開局
- 2003年（平成15年）11月28日 - 創立100周年記念行事「100年祭り」開催
- 2020年（令和2年）2月22日 - 「杉の子山」の修繕が完了し、お披露目セレモニー開催[2]
- 2024年（令和6年）2月16日 - 創立120周年記念行事「120年記念セレモニー」開催[3]

## 学校教育目標
「明るく元気いっぱい明治の子」

## 進学先
- 藤沢市立明治中学校
- 藤沢市立羽鳥中学校

## 交通
- 小田急江ノ島線藤沢本町駅より徒歩25分
- 東海道本線辻堂駅より徒歩30分、または駅北口から神奈川中央交通バス利用「城（たて）」下車、徒歩6分
- 東海道本線・小田急江ノ島線・江ノ島電鉄線藤沢駅から神奈川中央交通バス利用「明治小学校前」下車、徒歩1分

## 通学区域
出典
- 辻堂神台2丁目一部
- 羽鳥
  - 1丁目一部
  - 2丁目
- 城南
  - 1丁目
  - 2丁目
  - 3丁目
  - 4丁目
  - 5丁目
- 稲荷1丁目一部
- 稲荷旧番地
- 大庭一部
- 本藤沢4丁目一部

## 著名な出身者
- 森重陽介 - サッカー選手
- 中居正広 - 芸能人・歌手